# Olympische Winterspiele 2022/Teilnehmer (Indien)
| Gelbes Symbol für Goldmedaillen mit stilisierten Olympischen Ringen | Graues Symbol für Silbermedaillen mit stilisierten Olympischen Ringen | Braundes Symbol für Bronzemedaillen mit stilisierten Olympischen Ringen |
| ------------------------------------------------------------------- | --------------------------------------------------------------------- | ----------------------------------------------------------------------- |
| —                                                                   | —                                                                     | —                                                                       |

Indien nahm an den Olympischen Winterspielen 2022 in Peking teil. Es war die elfte Teilnahme des asiatischen Landes an Olympischen Winterspielen.
Fahnenträger bei der Eröffnungsfeier am 4. Februar war der Skirennläufer Arif Khan, der zugleich einziger Teilnehmer Indiens war.

## Teilnehmer nach Sportarten

### Ski Alpin
| Athlet    | Wettbewerb   | 1. Lauf     | 1. Lauf | 2. Lauf       | 2. Lauf       | Gesamt        | Gesamt        |
| Athlet    | Wettbewerb   | Zeit        | Rang    | Zeit          | Rang          | Zeit          | Rang          |
| --------- | ------------ | ----------- | ------- | ------------- | ------------- | ------------- | ------------- |
| Männer    |              |             |         |               |               |               |               |
| Arif Khan | Riesenslalom | 1:22,35 min | 53      | 1:24,89 min   | 44            | 2:47,24 min   | 45            |
| Arif Khan | Slalom       | DNF         | DNF     | ausgeschieden | ausgeschieden | ausgeschieden | ausgeschieden |